# Ubaid ad-Dusari
ʿUbaid ad-Dusari (arabisch عُبيد الدوسري, DMG ʿUbaid ad-Dūsarī, nach englischer Umschrift häufig Obeid Al-Dosari; * 2. Oktober 1975) ist ein saudi-arabischer Fußballspieler.
Die meiste Zeit seiner Karriere spielte er bei al-Wahda und Al-Ahli (2000–2005).
Er spielte auch für die saudi-arabische Fußballnationalmannschaft und war Teilnehmer der Fußball-Weltmeisterschaft 1998 und 2002.